# 新会城墙
新会城墙，位于中国广东省江门市新会区会城街道。新会城墙毁损严重，仅存残段。2004年，新会古城遗址被列为新会区文物保护单位。

## 历史
新会城墙始建于元代，当时为土墙。明洪武三十年（1397年），始以砖石筑城墙，史称旧城。明成化十年（1474年），知县陶鲁筑"子城"。万历元年（1573年），修筑外城（又称新城）。新会城墙一直沿用至民国时间，期间略有修补。清代时期，新会城号称广东第三大城。
1920年代，新会城墙大部分拆除。1960年代，因防空洞建设，又有部分城墙遭毁损。现存古城墙仅有三处，分布在象山、西山和马山。

## 城墙布局
新会城墙共有城门7座，便门4座，大水关3座，小水关2座。